# Kodachrome (film)
Pour les articles homonymes, voir Kodachrome (homonymie).
Pour plus de détails, voir Fiche technique et Distribution.
Kodachrome est un film dramatique américain de 2017, écrit et réalisé par Mark Raso, inspiré par un article écrit par AG Sulzberger et publié en 2010 dans le quotidien The New York Times.
Il a été présenté en première mondiale au Festival international du film de Toronto le 8 septembre 2017 et est diffusé depuis le 20 avril 2018 par Netflix.

## Synopsis
Benjamin Ryder, photographe de renom, est atteint d'un cancer du foie. Il ne parle plus à sa famille. N'ayant plus que trois mois à vivre, il demande à son fils de l'accompagner au Kansas jusqu'au dernier laboratoire traitant encore du film Kodachrome (Dwayne's Photo, à Parsons), avant qu'il n'arrête le développement de ce type de film, faute de chimie plus produite , afin d'y faire développer ses pellicules Kodachrome datant de plusieurs dizaines d'années.
Matt ne souhaite pas faire ce voyage avec son père qu'il n'a pas vu depuis plus de dix ans. Il n'a pas que ça à faire, il doit à tout prix faire signer un groupe de musique pour garder son emploi au sein d'un label discographique. Le manager de Ben, Larry, lui promet un rendez-vous avec un groupe en échange de sa participation à ce voyage. Matt accepte et s'entame alors un périple aux rebondissements multiples...

## Fiche technique
- Titre original : Kodachrome
- Réalisation : Mark Raso
- Scénario : Jonathan Tropper
- Musique : Agatha Kaspar
- Production : Leon Clarence, Ellen Goldsmith-Vein, Dan Levine, Shawn Levy, Eric Robinson, Jonathan Tropper
- Sociétés de production : 21 Laps Entertainment Gotham Group
- Société de distribution : Netflix
- Pays de production :  États-Unis
- Genre : drame
- Durée : 100 minutes
- Dates de sortie :
  - Canada : 8 septembre 2017 (Festival de Toronto)
  - Monde : 20 avril 2018 (Netflix)

## Distribution
- Ed Harris (VF : Philippe Résimont) : Benjamin « Ben » Ryder, père de Matt et photographe
- Jason Sudeikis (VF : Philippe Allard) : Matt Ryder
- Elizabeth Olsen (VF : Mélissa Windal) : Zoe Barnes, l'infirmière personnelle de Ben
- Gethin Anthony : Jasper
- Bruce Greenwood (VF : Franck Dacquin) : Dean, l'oncle de Matt et frère de Ben
- Dennis Haysbert (VF : Patrick Descamps) : Larry, le manager de Ben
- Wendy Crewson : Sarah, tante de Matt et épouse de Dean
- Rob Stewart : Lepselter
- Sebastian Pigott : Elijah

## Accueil critique
Sur le site Rotten Tomatoes, le film détient une cote d'approbation de 75 % sur la base de 24 avis, avec une moyenne pondérée de 6,5 / 10.
Sur Metacritic, le film a un score moyen pondéré de 57 sur 100, basé sur 17 critiques, indiquant « des critiques variées ou dans la moyenne ».